# Ark van Noach (schip, 2012)

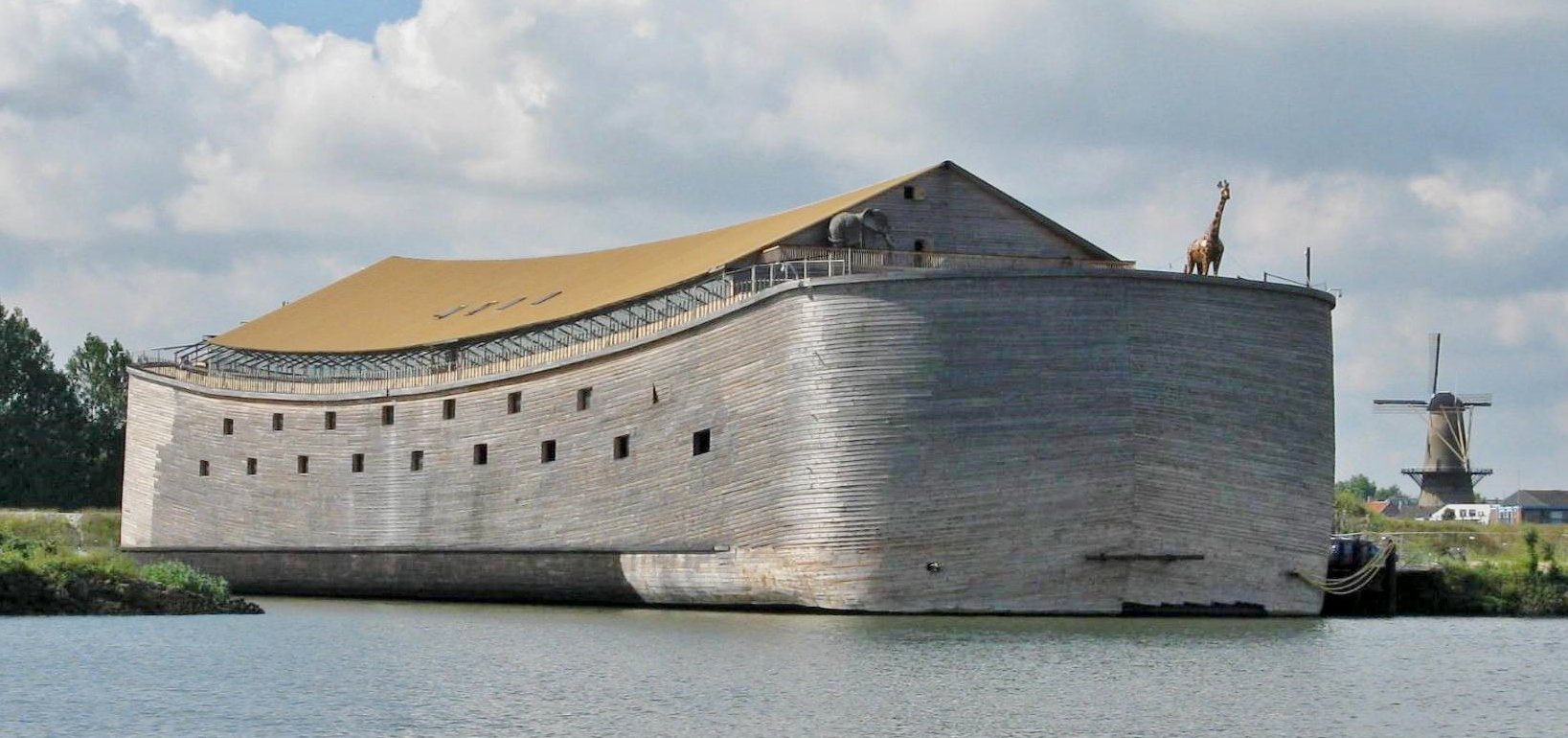
De ark in de haven van Dordrecht

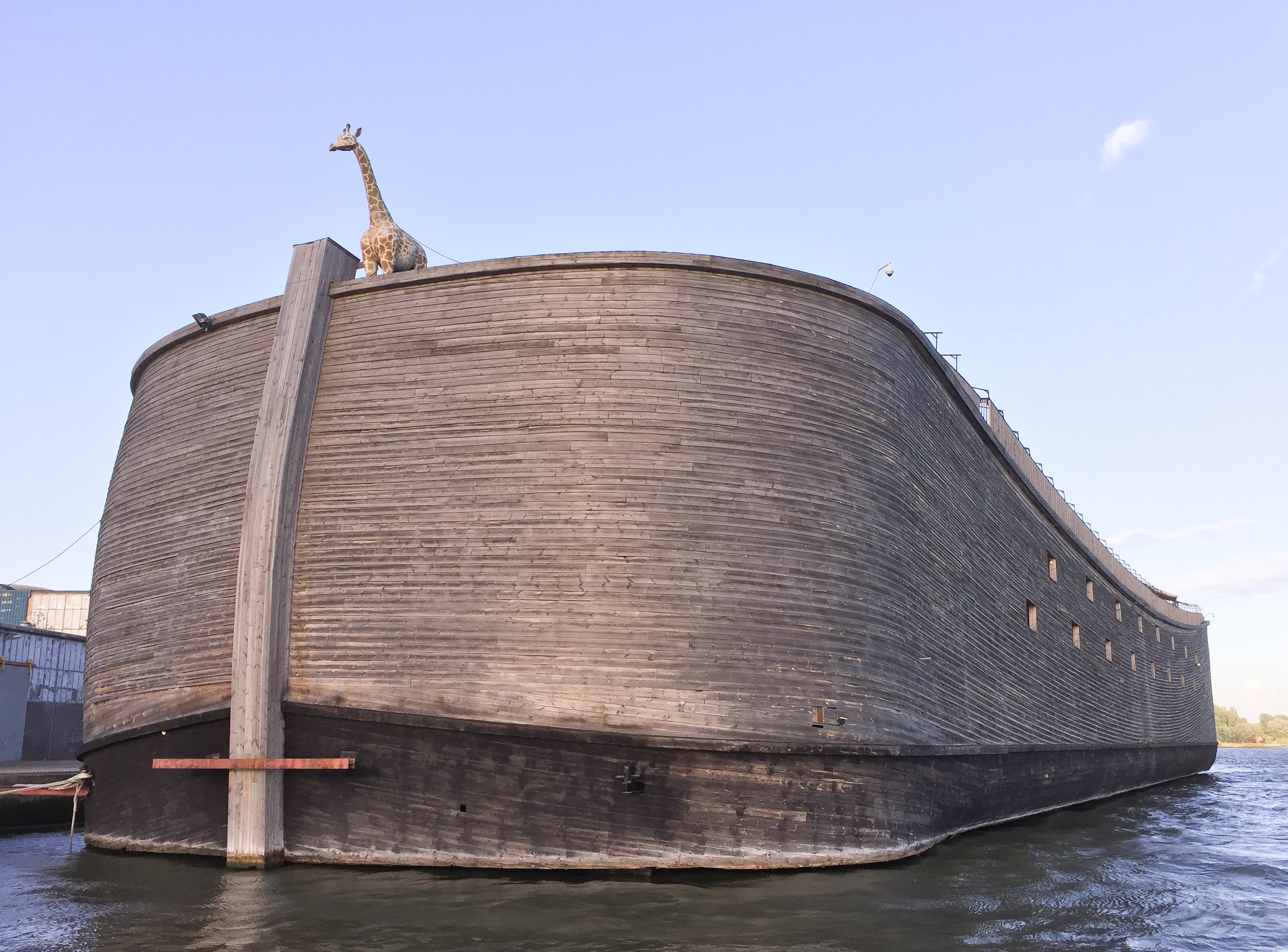

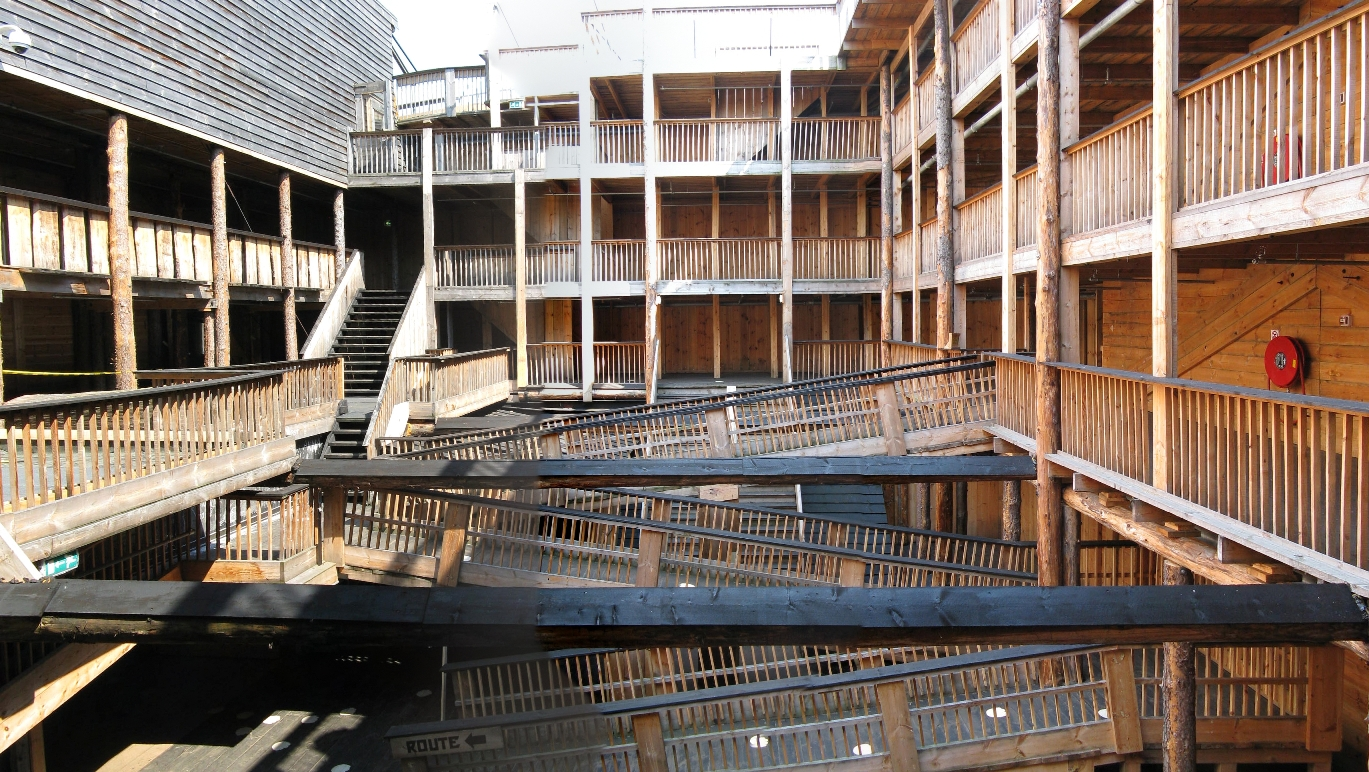
Een amfitheater op de ark

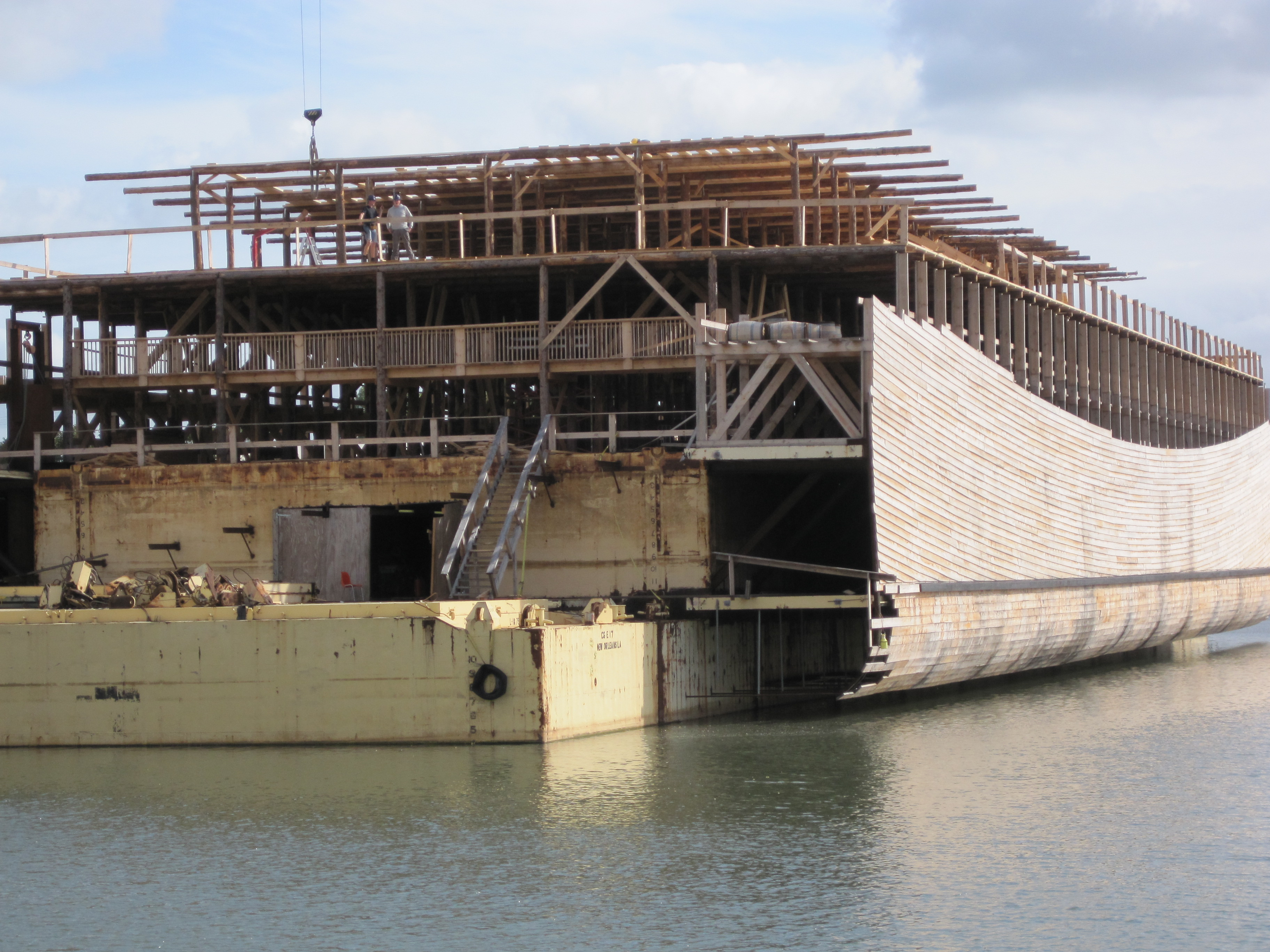
Constructie van de ark. Twee lagen van LASH-bakken goed zichtbaar

De Ark van Noach  (ook wel bekend als de Ark van Johan) is een houten en stalen reconstructie van de gelijknamige Bijbelse ark, gebouwd door de Nederlandse aannemer en timmerman Johan Huibers. Hij is gebouwd als een vervolg op de kleine ark die half zo lang was.
De ark is 119 m lang, 30 m breed, en 23 m hoog, ongeveer even groot als het Bijbelse voorbeeld, maar dan iets korter, breder en hoger. Er zijn zeven verdiepingen. De verborgen drijvende bodem bestaat uit twaalf aan elkaar gelaste stalen pontons, tezamen 115 m lang en 19 m breed. Daarop rust de eerste verdieping, bestaande uit negen omgekeerde aan elkaar gelaste stalen pontons, die met hout bekleed zijn. Dankzij de pontons heeft de eerste verdieping geen pilaren nodig, het stalen plafond steunt op de pontonwanden. De tweede verdieping daarentegen heeft een plafond dat op een woud van palen steunt. De pontons zijn oude LASH-bakken die in het verleden gebruikt werden voor vrachtvervoer. Op de binnenwateren werden ze gebruikt als drijfbakken die met duwboten naar hun bestemming gebracht werden; voor transport over zee werden ze op een schip gehesen. Ze zijn stevig maar niet onkwetsbaar. Tijdens een storm in 2011 sloeg een ponton van de ark lek, toen de ark in de haven op drift raakte en vastliep. De ark heeft twee spudpalen als alternatieve ankers. De enorme stalen kokers daarvan zijn zichtbaar in de amfitheaters.
Huibers heeft de ark met acht helpers in vier jaar tijd gebouwd; er werden 12.000 bomen voor gebruikt. De buitenkant is van grenen dat weerbestendig is, maar dat door zon en regen wel vergrijst. De bouwkosten waren 4 miljoen euro. De ark werd in 2012 in Dordrecht opengesteld voor publiek. In 3,5 jaar tijd trok het schip 280.000 bezoekers.
De ark was onderdeel van de botenparade tijdens Koningsdag 2015. De ark verhuisde in 2016 naar een tijdelijke ligplaats in Krimpen aan den IJssel, en is sindsdien gesloten voor publiek. Hier zou de ark zeeklaar gemaakt worden voor vertrek naar Rio de Janeiro voor de Olympische Zomerspelen van 2016. Dit ging niet door waarna is gekeken naar andere landen. Verdere plannen waren om de ark naar Israël te verschepen. Hier kwamen echter de financiën niet voor rond..
Sinds 2016 ligt ze bij Krimpen aan den IJssel, zoals te zien is op Google Maps streetview. De ark is in 2024 te koop aangeboden via een veiling, en gekocht door Wim Beelen. 

## Soortgelijke projecten
Elders op de wereld zijn er twee andere grote replica's van de Ark van Noach. In 2009 werd de Ark van Noach in Hongkong geopend, en in 2016 de Ark van Noach in Kentucky. Het zijn geen boten maar gebouwen op vaste grond, in tegenstelling tot de drijvende Ark van Johan.